# Mount Saramati
Mount Saramati är ett berg i Indien.   Det ligger i delstaten Nagaland, i den östra delen av landet, 1 800 km öster om huvudstaden New Delhi. Toppen på Mount Saramati är 3 826 meter över havet.
Terrängen runt Mount Saramati är huvudsakligen bergig, men åt sydost är den kuperad. Mount Saramati är den högsta punkten i trakten. Runt Mount Saramati är det mycket glesbefolkat, med 4 invånare per kvadratkilometer. Det finns inga samhällen i närheten. I omgivningarna runt Mount Saramati växer i huvudsak städsegrön lövskog.